# Maenoba
Maenoba fue una ciudad de los bástulos situada en las cercanías de la localidad de Torre del Mar , en el municipio de Vélez-Málaga, en la costa sur de la Bética, en Andalucía, España. El río de su orilla se llamaba también Maenoba (hoy río Vélez). Otros la sitúan cerca del río que hoy se llama Guadiamar. Maenobora, mencionada como ciudad de los mastienos en el sur de Hispania, es probablemente la misma ciudad.
Se fundó tras el abandono de los Toscanos, en el otro margen del río en el siglo V antes de Cristo, creándose un importante núcleo urbano que llegará a desaparecer a principios del siglo II d. C.. En época romana imperial funcionó como centro productor, distribuidor, de la industria pesquera de salazones y el garum.